# Marianneninstitut

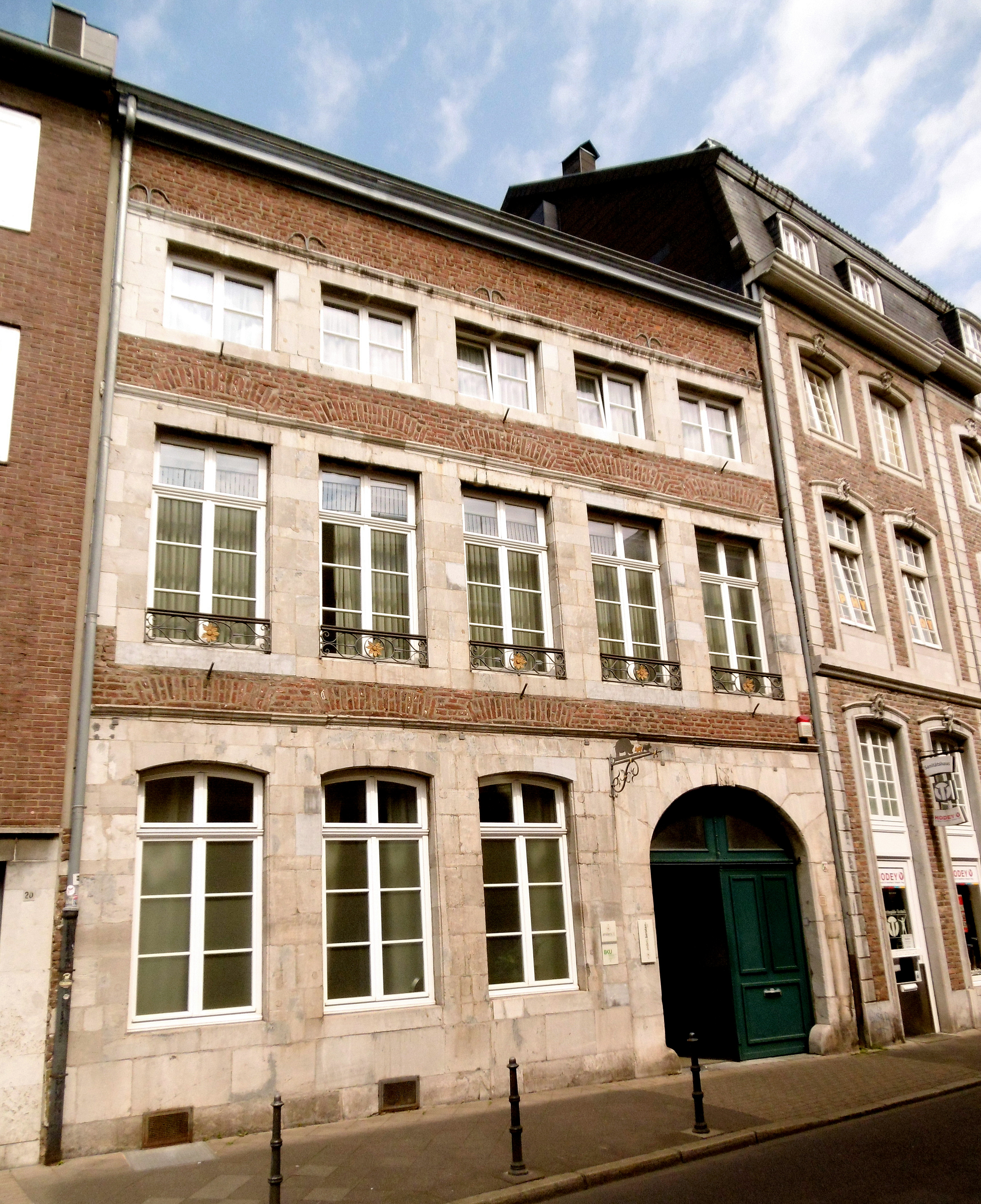
Sitz des Marianneninstituts in der Jakobstraße 18

Das Marianneninstitut war eine Entbindungsstation für arme Wöchnerinnen in Aachen und die erste ihrer Art in Preußen. Das Institut wurde 1830 von dem Aachener Gynäkologen und Geburtshelfer Vitus Jakob Metz (1792–1866) gegründet und verzeichnete bis zu seiner Schließung im Jahr 1959 mehr als 40.000 Geburten. Es erhielt seinen Namen nach der Prinzessin Marianne von Preußen, der Gemahlin des Prinzen Wilhelm von Preußen.

## Geschichte
Nachdem bereits während der französischen Verwaltungszeit von Aachen eine Société de maternité existiert hatte, die sich um verarmte Wöchnerinnen vor allem aus den Arbeitervierteln kümmerte, gab es nach dem Abzug der Franzosen zunächst keine vergleichbare Einrichtung. Dies veranlasste den Aachener Gynäkologen und Geburtshelfer Vitus Jakob Metz am 1. Mai 1830 zu einem Aufruf an Aachens Politiker und finanzstarke Unternehmer und im Besonderen an deren Frauen, sich durch finanzielle Zuweisungen und Sachspenden an der Gründung einer Wöchnerinnenanstalt zu beteiligen. Die Geburtsanstalt sollte ausschließlich für arme und verlassene Mütter vorgesehen sein, und zudem mit einer Schule für „Wärterinnen“ (Pflegerinnen) ergänzt werden.
Bereits wenige Tage nach dem Aufruf gründete sich zu diesem Zweck ein Frauenverein, der sogleich seinen ersten Vorstand wählte. Diesem gehörten die Gattinnen des Regierungspräsidenten August von Reiman und des Regierungsvizepräsidenten von Mallinckroth, die Unternehmergattin Barbara Startz und die Medizinergattin Therese von Sartorius sowie als einzige männliche Mitglieder der Gründungsinitiator Vitus Jakob Metz und der Apotheker Johann Peter Joseph Monheim an. Als Sekretär wurde der Paläontologe Joseph Müller verpflichtet. Nachdem in den folgenden Monaten genügend Gelder und Sachspenden akquiriert und geeignete Räumlichkeiten gefunden werden konnten sowie die Patenschaft der Prinzessin von Preußen zugesagt worden war, konnte am 3. August 1830 in der Aachener Bendelsstraße Nr. 20 das Marianneninstitut mit anfangs sechs bis acht Betten eröffnet und Vitus Metz zum ersten Direktor ernannt werden. Es war damit die erste Geburtsanstalt Deutschlands, der erst im Jahr 1882 in Düsseldorf ein zweites Wöchnerinnenhaus folgte.
Im Marianneninstitut fanden „anerkannt bedürftige, tugendhafte, verheiratete Frauen ohne Unterschied der Religion“ für neun Tage eine Aufnahme. In dieser Zeit wurden sie und ihr jeweiliges Kind mit allem kostenlos versorgt, was benötigt wurde, von der „Anstaltskleidung“, der Ernährung und den regelmäßigen medizinischen Untersuchungen bis hin zur Schulung im Umgang mit Säuglingen. Recht schnell sprach sich diese neue Institution in Aachen herum und der unterstützende Frauenverein konnte seine Mitgliederzahl ebenso deutlich erhöhen wie auch verstärkt Spenden einsammeln. Das Honorar der Hebammen sowie die Kosten der benötigten Arzneien und Instrumente oder eventueller Begräbnisse wurden von der „Armen-Verwaltungs-Kommission“ bestritten. Bereits im ersten Jahr wurden hier 82 Kinder geboren und bis 1838 stieg die Zahl auf 976 Geburten. Recht bald mussten weitere Räumlichkeiten für mittlerweile 57 Betten bereitgestellt sowie deren Ausstattung ergänzt werden. Auf die dafür notwendigen ständigen Spendenaufrufe des Frauenvereins reagierten neben zahlreichen Privatpersonen viele Vereine, Verbände und Institutionen, darunter die Spielbank, die Aachener Feuer-Versicherungs-Gesellschaft und die Aachener Liedertafel.
Nachdem die Räumlichkeiten in der Bendelstraße für das Geburtsaufkommen nicht mehr ausreichten, zog das Marianneninstitut 1897 in das Haus Jakobstraße 18 um. In diesem Haus, das von alters her den Namen „Zum güldenen Verken“ („Zum goldenen Schwein“) trug, beherbergte zunächst das Zunfthaus der Nadler und war Teil der Nadelfabrik Chorus, die sich bis zum Haus zum Horn erstreckte, sowie von 1879 bis 1881 ein Brauereigebäude und anschließend bis zum Einzug des Marianneninstituts eine Selterswasserfabrik. Im Jahr 1901 wurde für die Geburtsanstalt im hinteren Bereich zum Annuntiatenbach hin mit Geldern aus dem Stiftungsfonds von Philipp Heinrich Cockerill ein Extratrakt errichtet, der den Namen „Zuflucht“ erhielt und in dem unverheiratete Wöchnerinnen unterkommen konnten. Die Väter dieser unehelichen Kinder hatten keinen Zutritt zu dem Gebäude und konnten ihre Kinder nur von außen durch die Fenster sehen.
Nachdem 1957 das Marienhospital Aachen eine gynäkologische und geburtshilfliche Abteilung erhalten hatte und zudem an den städtischen Krankenanstalten in der Aachener Goethestraße ein großzügiger Neubau für eine Kinderklinik entstanden war, wurde das Marianneninstitut überflüssig und musste 1959 geschlossen werden. Nur noch eine Tafel am Haus 18 in der Jakobstraße erinnert heute an die dort untergebrachte ehemalige Entbindungsstation.
Neben Vitus Metz haben sich als leitende Ärzte im Besonderen sein Nachfolger, der Kreisphysikus Gerhard Schervier (1821–1891) mit mehr als 5.000 Geburten in 26 Dienstjahren um das Haus verdient gemacht sowie dessen Nachfolger, der Geheime Sanitätsrat Eugène Beaucamp (1859–1936), der in fast 32 Jahren 17.026 Kinder zur Welt brachte. In den letzten Jahren vor seiner Schließung hatte die spätere Allgemeinmedizinerin und Psychotherapeutin Waltraut Kruse als Medizinalassistentin im Geburtshaus gearbeitet.
Im Marianneninstitut erblickten unter anderem der Botschafter Walter von den Driesch, der Dombaumeister Helmut Maintz, der Heimatkundler Bruno Lerho und der Politiker Karl Schultheis das Licht der Welt.